# Campionati italiani di sci alpino 1998
I Campionati italiani di sci alpino 1998 si svolsero a Falcade/Passo San Pellegrino dal 24 al 29 marzo. Il programma incluse gare di discesa libera, supergigante, slalom gigante, slalom speciale e combinata, sia maschili sia femminili.
Trattandosi di competizioni valide anche ai fini del punteggio FIS, vi parteciparono anche sciatori di altre federazioni, senza che questo consentisse loro di concorrere al titolo nazionale italiano.

## Risultati

### Uomini

#### Discesa libera
| Pos. | Atleta             | Nazione | Tempo   |
| ---- | ------------------ | ------- | ------- |
| 1    | Kristian Ghedina   | Italia  | 1:41,39 |
| 2    | Daniel Dorigo      | Italia  | 1:41,41 |
| 3    | Daniel Runggaldier | Italia  | 1:41,61 |
| 4    | Ludwig Sprenger    | Italia  | 1:41,97 |
| 5    | Werner Perathoner  | Italia  | 1:42,08 |
| 6    | Paolo Lampredi     | Italia  | 1:42,55 |
| 7    | Kurt Sulzenbacher  | Italia  | 1:42,68 |
| 8    | Roland Fischnaller | Italia  | 1:42,87 |
| 9    | Jacques Fosson     | Italia  | 1:43,12 |
| 10   | Maurizio Feller    | Italia  | 1:43,20 |

Data: 25 marzo

#### Supergigante
| Pos. | Atleta             | Nazione | Tempo   |
| ---- | ------------------ | ------- | ------- |
| 1    | Ludwig Sprenger    | Italia  | 1:49,91 |
| 2    | Paolo Lampredi     | Italia  | 1:50,64 |
| 3    | Maurizio Feller    | Italia  | 1:50,84 |
| 3    | Kristian Ghedina   | Italia  | 1:50,84 |
| 5    | Peter Rzehak       | Austria | 1:50,88 |
| 6    | Roland Fischnaller | Italia  | 1:51,20 |
| 7    | Kurt Sulzenbacher  | Italia  | 1:51,26 |
| 8    | Werner Perathoner  | Italia  | 1:51,35 |
| 9    | Lorenzo Galli      | Italia  | 1:51,43 |
| 10   | Michael Gufler     | Italia  | 1:51,67 |

Data: 26 marzo

#### Slalom gigante
| Pos. | Atleta              | Nazione | Tempo   |
| ---- | ------------------- | ------- | ------- |
| 1    | Patrick Holzer      | Italia  | 2:29,62 |
| 2    | Ivan Bormolini      | Italia  | 2:30,11 |
| 3    | Roland Fischnaller  | Italia  | 2:30,12 |
| 4    | Arnold Rieder       | Italia  | 2:30,13 |
| 5    | Walter Girardi      | Italia  | 2:30,25 |
| 6    | Edoardo Zardini     | Italia  | 2:30,43 |
| 7    | Ludwig Sprenger     | Italia  | 2:30,47 |
| 8    | Sergio Bergamelli   | Italia  | 2:30,79 |
| 9    | Gianluca Grigoletto | Italia  | 2:30,86 |
| 10   | Ulrich Perathoner   | Italia  | 2:31,17 |

Data: 28 marzo

#### Slalom speciale
| Pos. | Atleta              | Nazione | Tempo   |
| ---- | ------------------- | ------- | ------- |
| 1    | Gianluca Grigoletto | Italia  | 1:41,18 |
| 2    | Matteo Belfrond     | Italia  | 1:41,64 |
| 3    | Thomas Bergamelli   | Italia  | 1:41,77 |
| 4    | Peter Mazagg        | Italia  | 1:41,84 |
| 5    | Roger Pramotton     | Italia  | 1:42,12 |
| 6    | Simone Vicquery     | Italia  | 1:42,29 |
| 7    | Patrick Cogoli      | Italia  | 1:42,47 |
| 8    | Walter Girardi      | Italia  | 1:42,49 |
| 9    | Elmar Stimpfl       | Italia  | 1:42,72 |
| 10   | Alexander Ploner    | Italia  | 1:44,30 |

Data: 29 marzo

#### Combinata
| Pos. | Atleta             | Nazione |
| ---- | ------------------ | ------- |
| 1    | Kristian Ghedina   | Italia  |
| 2    | Armin Eisendle     | Italia  |
| 3    | Daniel Runggaldier | Italia  |

Data:

### Donne

#### Discesa libera
| Pos. | Atleta             | Nazione | Tempo   |
| ---- | ------------------ | ------- | ------- |
| 1    | Isolde Kostner     | Italia  | 1:41,76 |
| 2    | Alessandra Merlin  | Italia  | 1:43,69 |
| 3    | Bibiana Perez      | Italia  | 1:43,70 |
| 4    | Daniela Ceccarelli | Italia  | 1:44,07 |
| 5    | Annalisa Ceresa    | Italia  | 1:44,22 |
| 6    | Romina Dei Cas     | Italia  | 1:44,43 |
| 7    | Ylvie Runggaldier  | Italia  | 1:44,83 |
| 8    | Elisa Bonacorsi    | Italia  | 1:45,50 |
| 9    | Morena Gallizio    | Italia  | 1:45,64 |
| 10   | Daniela Merighetti | Italia  | 1:45,91 |

Data: 28 marzo

#### Supergigante
| Pos. | Atleta             | Nazione | Tempo   |
| ---- | ------------------ | ------- | ------- |
| 1    | Isolde Kostner     | Italia  | 1:51,78 |
| 2    | Bibiana Perez      | Italia  | 1:52,62 |
| 3    | Daniela Ceccarelli | Italia  | 1:53,75 |
| 4    | Barbara Merlin     | Italia  | 1:54,15 |
| 5    | Alessandra Merlin  | Italia  | 1:54,25 |
| 6    | Lucia Recchia      | Italia  | 1:54,62 |
| 7    | Karen Putzer       | Italia  | 1:54,76 |
| 8    | Annalisa Ceresa    | Italia  | 1:54,81 |
| 9    | Ylvie Runggaldier  | Italia  | 1:54,97 |
| 10   | Elisa Bonacorsi    | Italia  | 1:54,98 |

Data: 26 marzo

#### Slalom gigante
| Pos. | Atleta             | Nazione | Tempo   |
| ---- | ------------------ | ------- | ------- |
| 1    | Karen Putzer       | Italia  | 2:17,38 |
| 2    | Annalisa Ceresa    | Italia  | 2:17,54 |
| 3    | Deborah Compagnoni | Italia  | 2:18,38 |
| 4    | Antonella Marquis  | Italia  | 2:19,11 |
| 5    | Sabina Panzanini   | Italia  | 2:19,15 |
| 6    | Petra Kritzinger   | Italia  | 2:19,26 |
| 7    | María José Rienda  | Spagna  | 2:19,48 |
| 8    | Denise Karbon      | Italia  | 2:20,13 |
| 9    | Morena Gallizio    | Italia  | 2:20,32 |
| 10   | Nicole Gius        | Italia  | 2:20,78 |

Data: 25 marzo

#### Slalom speciale
| Pos. | Atleta                | Nazione  | Tempo   |
| ---- | --------------------- | -------- | ------- |
| 1    | Lara Magoni           | Italia   | 1:38,23 |
| 2    | Annalisa Ceresa       | Italia   | 1:39,23 |
| 3    | Elisabetta Biavaschi  | Italia   | 1:39,57 |
| 4    | Barbara Milani        | Italia   | 1:39,70 |
| 5    | Kazuko Ikeda          | Giappone | 1:39,72 |
| 6    | Manuela Mair          | Italia   | 1:40,92 |
| 7    | Nicole Gius           | Italia   | 1:41,36 |
| 8    | Maddalena Planatscher | Italia   | 1:42,00 |
| 9    | Petra Mitterstieler   | Italia   | 1:42,08 |
| 10   | Denise Karbon         | Italia   | 1:42,88 |

Data: 24 marzo

#### Combinata
| Pos. | Atleta             | Nazione |
| ---- | ------------------ | ------- |
| 1    | Annalisa Ceresa    | Italia  |
| 2    | Daniela Ceccarelli | Italia  |
| 3    | Bibiana Perez      | Italia  |

Data: